# Чукракли
Чукракли́ (рос. Чукраклы, башк. Суҡраҡлы) — село у складі Чишминського району Башкортостану, Росія. Входить до складу Дурасовської сільської ради.
Населення — 130 осіб (2010; 126 у 2002).
Національний склад:
- башкири — 100 %